# Зеленино (Московская область)
Зеленино — деревня в Московской области России. Входит в городской округ Солнечногорск. Население — 4 чел. (2010).

## География
Деревня Зеленино расположена на севере Московской области, в северной части округа, примерно в 13 км к северо-востоку от центра города Солнечногорска, на берегу безымянного притока реки Лутосни бассейна Дубны, у границы с Дмитровским районом. Ближайшие населённые пункты — деревни Мостки, Рыгино и Титово.

## Население
| 1852 | 1859 | 1890 | 1899 | 1926 | 1966 | 1998 |
| ---- | ---- | ---- | ---- | ---- | ---- | ---- |
| 112  | ↘75  | ↗129 | ↗132 | ↘128 | ↘53  | ↘3   |
| 2002 | 2010 |      |      |      |      |      |
| ↘1   | ↗4   |      |      |      |      |      |

## История
Зеленино, Знаменское, село 1-го стана, Тургенева, Фёдора Михайловича, действительного статского советника, крестьян 53 души мужского пола, 59 женского, 1 церковь, 21 двор, 72 версты от столицы, 33 от уездного города, близ Дмитровского тракта.— Нистрем К. Указатель селений и жителей уездов Московской губернии, 1852 г.
В «Списке населённых мест» 1862 года — владельческая деревня 1-го стана Клинского уезда Московской губернии от города Клина по правую сторону Дмитровского тракта, в 15 верстах от уездного города и 8 верстах от становой квартиры, при колодцах, с 11 дворами и 75 жителями (40 мужчин, 35 женщины).
По данным на 1890 год — село Солнечногорской волости Клинского уезда с 129 душами населения, в 1899 году — село Вертлинской волости Клинского уезда, проживало 132 жителя.
В 1913 году — 16 дворов и школа Московского Императорского воспитательного дома.
По материалам Всесоюзной переписи населения 1926 года — деревня Мостовского сельсовета Вертлинской волости Клинского уезда в 5,3 км от Рогачёвского шоссе и 12,8 км от станции Подсолнечная Октябрьской железной дороги, проживало 128 жителей (60 мужчин, 68 женщин), насчитывалось 31 хозяйство, среди которых 27 крестьянских.
С 1929 года — населённый пункт в составе Солнечногорского района Московского округа Московской области. Постановлением ЦИК и СНК от 23 июля 1930 года округа как административно-территориальные единицы были ликвидированы.
1929—1954 гг. — деревня Мостовского сельсовета Солнечногорского района.
1954—1957, 1960—1963, 1965—1972 гг. — деревня Елизаровского сельсовета Солнечногорского района.
1957—1960 гг. — деревня Елизаровского сельсовета Химкинского района.
1963—1965 гг. — деревня Елизаровского сельсовета Солнечногорского укрупнённого сельского района.
1972—1976 гг. — деревня Таракановского сельсовета Солнечногорского района.
1976—1994 гг. — деревня Вертлинского сельсовета Солнечногорского района.
С 1994 до 2006 гг. деревня входила в Вертлинский сельский округ Солнечногорского района.
С 2005 до 2019 гг. деревня включалась в городское поселение Солнечногорск Солнечногорского муниципального района.
С 2019 года деревня входит в городской округ Солнечногорск.
Существовавшая ориентировочно с конца XVII века церковь Иконы Божией Матери Знамение в Зеленино была разобрана около 1946—1947 гг.